# Казымское восстание
Казы́мское восста́ние, также Казы́мские восста́ния 1931—1934, — вооружённое сопротивление коренных народов приобской тундры — хантов и ненцев — политике советского правительства по ликвидации традиционной социально-экономической структуры этих народов и аккультурации их в пространстве складывающегося советского общества.
ЦИК СССР образован Остяко-Вогульский Национальный округ. Центром округа стал посёлок Остяко-Вогульск (ныне г. Ханты-Мансийск).

По решению Комитета Севера при ВЦИК СССР в Амнинских юртах (на р. Казым) завершено строительство культбазы. В её задачи входило «поднятие культурно-политического уровня отсталых туземных народностей, повышение их материального экономического состояния, внедрение советизации в тундре, работа с беднотой по отрыву её от кулацко-шаманского влияния и экономической зависимости».

## Уклад жителей до восстания
Река Казым — правый приток Оби. Бассейн реки Казым — место древних кочевий казымских хантов. К началу 1920-х годов в национальном отношении местное население было представлено хантами, ненцами и коми-зырянами. Основное население составляли ханты, которые занимали почти весь бассейн реки Казым. Ненецкое население кочевало в восточной части близ озера Нумто. На Казыме ханты, ненцы, коми не жили вместе в отдельных посёлках. Их юрты, чумы были разбросаны по одному-два, очень редко по три-пять по всему бассейну Казыма. Несколько таких населённых пунктов в прошлом образовывали юртовое объединение.
Ещё в первой половине XVIII века ханты Приобской полосы Казымского региона приняли христианское вероисповедание, но, тем не менее, в душе остались язычниками, поклоняясь своим богам. И. Якобий в конце XIX века писал о казымцах: «на Казыме нет богатых людей, оленьих стад немного и число оленей вообще невелико… Казымцы честны в обязательствах и требуют такой же честности от других». Исследователь Обского Севера И. Н. Шухов об обитателях реки Казым в начале XX века сообщал, что казымские остяки народ трудолюбивый, выносливый, малотребовательный и всегда «себе на уме», маловосприимчивы к русской культуре. Эти черты, вероятно, объясняются тем, что бассейн реки Казым находился вдали от крупных торговых путей и русского влияния.
С приходом к власти большевиков в 1917 году жизнь и быт казымских хантов мало изменились. В первое десятилетие советской власти в Казымском регионе ещё не было создано ни системы здравоохранения, ни сети школ, ни надёжной ветеринарной службы.

## Казымская культбаза

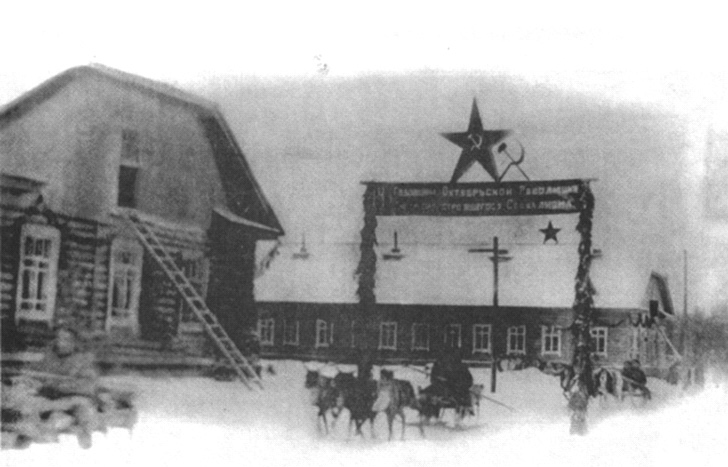
Казымская культбаза, 1931 год

Коренным образом изменилась жизнь казымских жителей, когда в 1930 году для проведения коллективизации сельского хозяйства было решено строить культбазу. Она расположилась в 17 км от устья реки Казым на левом берегу реки Амня близ Амнинских юрт. Задача культбазы заключалась в работе с беднотой по отрыву её от кулацко-шаманского влияния, развитие советской культуры среди хантыйского населения Казымского совета.
В строительстве культбазы участвовало и коренное население, и спецпереселенцы. Работа длилась в продолжение двух зим 1930–1931 года. К концу 1931 года Казымская культбаза включала в себя 14 построек: больницу, школу-интернат, дом народов Севера, ветеринарный пункт, банно-прачечную, склады, овощехранилище, ледник и кухня, три жилых дома для работников культбазы. 14 ноября 1931 года состоялось торжественное открытие нового посёлка. Штат Казымской культбазы состоял из 37 работников. Координирование работы было возложено на представительный орган государственной власти — Казымский туземный (районный) совет, который был образован ещё 15 сентября 1926 года, с центром в селе Полноват. Казымским он назван потому, что под его влиянием находились все юртовые объединения бассейна реки Казым.
Стараясь привлечь женщин коренной национальности к участию в общественной жизни, работники культбазы занимались организацией праздников для женщин и детей, проводили беседы о пользе бань, о санитарии и гигиене тела и жилища.
В доме народов севера проводилась культмассовая работа и одновременно была своеобразная гостиница, где приезжающие по делам на культбазу местные жители могли разместиться на ночлег. Работа гостиницы была в основном осенью, зимой, весной, то есть тогда, когда «казымцы» приезжали за продуктами, охотприпасами перед выходом на промысел и по выходе из леса для сдачи пушнины.

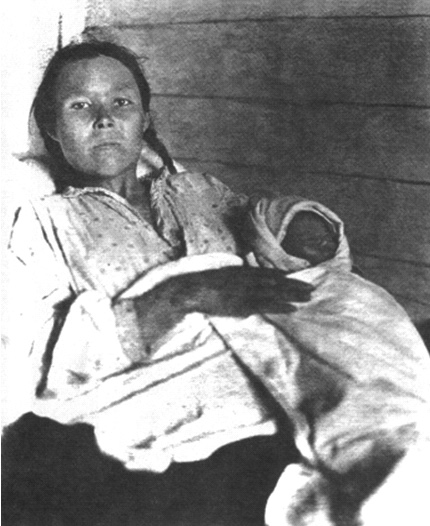
Одна из первых родильниц Казымской культбазы, 1936 год

Работа больницы сводилась к профилактике и лечению больных, проведению культурно-просветительной работы. С большим трудом удалось добиться посещения больницы представителями коренной национальности. Когда школьники приезжали на учёбу в школу-интернат, они проходили медицинский осмотр: измерение веса, роста, окружности груди, спирометрию.
Очень трудно было организовать акушерскую работу среди женщин коренной национальности. Не удавалось привлечь хантских женщин рожать в роддоме больницы. Первым роженицам, согласившимся родить в больнице, делались специальные подарки. Из Москвы, якобы от самого Сталина, даже была отправлена посылка — швейная машинка марки «Singer», которая была вручена первой родильнице больницы. К сожалению, следы той машинки утеряны, потому что владелицей она была продана коми-зырянам.
Вместе с больницей в один день открылась и школа-интернат. Заведующим был назначен А. Н. Лоскутов. Он имел среднее образование и неплохо владел хантыйским языком. Школа была рассчитана на 50 учеников, но не было учебников на хантыйском языке. Обучение велось на хантыйском языке в одной группе самим учителем, а в другой — через переводчика. При обучении пользовались русским алфавитом. В школе был пионерский отряд.
На культбазе было и интегральное общество, которое занималось снабжением продовольственными и промышленными товарами. Вместо того, чтобы привезти товары водным путём, их перевозили зимой на лошадях, что стоило очень дорого.
Зооветеринарный пункт помогал оленеводам обслуживать оленье стадо Казымской культбазы, оленьи стада зырянского колхоза имени Скачко и совхозное стадо. Ветеринары оказывали лечебную помощь оленям, обучали пастухов и собирали материал для изучения биологии оленей Приказымья.
Изучением экономики, истории Казымского края занимался краеведческий пункт. В основном его работа сводилась к изучению климата, наблюдению за сезонными явлениями природы, изучению растений и животных, организации краеведческого музея.
На культбазе была даже электростанция, но малой мощности, и всем желающим не хватало напряжения для пользования электричеством.
Казымская культбаза выполняла большую работу среди коренного населения края. Она была административным, экономическим, культурным и просветительским центром Казымской территории.

## Причины Казымского восстания
Недовольство коренного населения в связи с проводимыми реформами советской власти начало проявляться уже при строительстве культбазы, когда местных жителей насильно заставляли вывозить лес. Сначала вывоз леса был делом добровольным, потом стало обязанностью: к какому сроку и сколько нужно вывезти.
Дальнейшее нарастание недовольства у народа было вызвано лишением избирательных прав шаманов и кулаков — лиц, использующих в своих хозяйствах наёмный труд. На Обь-Иртышском Севере в основе деления общества на бедняков, середняков и кулаков был признак величины оленьего стада. Хозяйствам кулаков и середняков давались твёрдые задания. По своим размерам твёрдые задания превышали экономические и физические возможности хозяйств и были непонятны коренному населению. Например, на объединённом заседании тузсовета и группы бедноты от 7 мая 1933 года было принято решение дать твёрдое задание: «Захарову Данилу и Дмитрию — по рыбе 5 тонн, по пушнине на 100 рублей, дичи 100 пар, по оленям 20 голов» (Ерныхова О. Д. Казымский мятеж... с. 41). При этом сроки сдачи налогов были минимальны. Когда облагаемые налогом просили эти сроки увеличить, то им угрожали судом, конфискацией имущества и высылкой из мест исконного проживания. Сдав бесплатно государству по существу нелишних оленей, сами ханты оставались фактически без каких-либо средств к существованию. Сдача оленей государству в непомерных количествах приводила к тому, что шла ежегодная убыль стада у коренных жителей. Возникла угроза, что коренное население вообще останется без оленей. Изменение размеров налогообложения было главной причиной Казымского восстания.
Кроме того, недовольство коренного населения возросло при введении в феврале 1933 года целевого снабжения населения продовольствием и промтоварами в зависимости от выполнения плана заготовок. При этом план ввоза продовольствия снабженцами не выполнялся, и местное население просто-напросто голодало. За сданную продукцию вместо продовольственных и промышленных товаров за половину стоимости насильственно выдавались облигации государственного займа, которые не погашались. Особенное возмущение вызывали цены на товары в отдалённых лавках, которые находились в верховьях Казыма, поскольку товар там был значительно дороже.

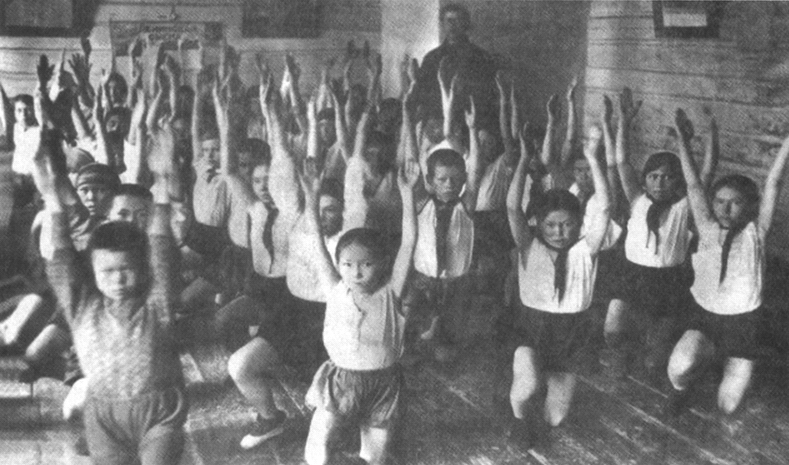
Ученики Казымской школы-интерната на уроке физкультуры, 1935 год

Другой причиной восстания являлся принудительный сбор детей для обучения в школе-интернате. В начале 1930-х годов практически всё население Казымской территории вело кочевой образ жизни. Поэтому обучение детей стационарно было неприемлемо для аборигенов. Была построена школа-интернат, где дети могли бы жить в течение учебного года на государственном обеспечении, обучаясь грамоте. Предполагалось, что сначала будут привлекать детей-сирот и детей бедноты. Однако и это оказалось непросто. В это время вышло постановление Оргбюро по организации Остяко-Вогульского округа о всеобщем обязательном начальном обучении детей среди оседлого и полукочевого населения. Администрация культбазы начала энергично собирать детей. Во все юртовые объединения направлялись вербовщики. Местное население встретило их в штыки, никто не соглашался отдавать детей в школу. Родители осознавали, что ребёнок будет оторван, изолирован от семьи. Их страшила мысль, что, выучившись грамоте, дети забудут родной язык, не вернутся обратно в стойбища. Кроме того, отрыв ребёнка от семьи воспринимался местными жителями как взятие его в заложники. В это же время Остяко-Вогульский окружной отдел народного образования два раза в месяц требовал сводки по охвату населения всеобучем. У двух жителей — Тарлина Григория и Тарлина Тимофея — по указанию председателя Казымского туземного совета в качестве залога, что они отдадут детей в школу, были отобраны ружья. Семья в этом случае обрекалась на голод, поскольку без ружья трудно заготовить дичь в тайге, защититься от хищников. На заседаниях тузсовета выносились решения о привлечении к судебной ответственности родителей, не желавших отдавать детей в школу. У населения сформировалось отрицательное отношение и к школе и в целом ко всей культбазе. Дети, внезапно оторванные от семей и от традиционных промыслов, часто попросту сбегали из школы-интерната, особенно те, кто жил недалеко от культбазы. Вскоре после работы, основанной на обмане, угрозах и запугивании, родители с воем и плачем стали подвозить детей в школу-интернат. Всего было собрано 48 детей. 19 декабря 1931 года в школе вспыхнула эпидемия ветряной оспы. В условиях эпидемии детей из интерната никуда не отпускали, а также не допускали к ним приехавших родителей, так как в школе был карантин. Организация школы-интерната оказалась настолько неудачной, что вызвала большую тревогу коренных жителей.

## Первый этап восстания
Недовольство действиями советской власти на Казымской территории сначала проявлялось в подаче индивидуальных жалоб туземному совету, которые оставались без ответа. Тогда за организацию сопротивления взялся бывший председатель Казымского райтузсовета Иван Андреевич Ерныхов. Он был оленеводом, «кулаком» по социальному статусу, семья его состояла из 7 человек, имел 168 оленей. Он пользовался авторитетом среди местного населения, обладал организаторскими способностями. Он, по хантыйскому обычаю, изготовил деревянную дощечку, которая должна была возвратиться владельцу. Все пожелавшие участвовать в собрании должны были поставить на ней свои тамги — родовые знаки. Причём всё это нужно было сделать с большой осторожностью, чтобы никто из представителей советской власти об этом собрании не узнал. Первое собрание провести не удалось. На второе собралось 40 человек. На собрании Ерныхов призвал протестовать против нововведений и притеснений, которые появились в связи со строительством культбазы. Собрание решило «собрать весь Казымский народ» и предъявить культбазе свои требования:
- закрыть школу,
- отказать культбазе в любой помощи,
- рыбу, пушнину, оленей продавать самим и кто сколько хочет,
- запретить ловлю рыбы на озере Нумто,
- переизбрать туземный совет.

После собрания был проведён религиозный обряд «поры», который осуществлял Молданов Иван Петрович и Молданов Иван Яковлевич. Во время обряда были забиты в качестве жертвоприношения 15 оленей. Обряд означал, что «бог решение одобрил и „русским“ подчиняться не надо». В то время у остяков было три вида шаманства: «шаман на топоре», «шаман на бубне» и «шаман в тёмном чуме». Первый вид был наиболее распространённым. Религиозные обряды — «поры» устраивались по случаю больших общественно-политических событий, когда требовалась «помощь бога» в решении жизненно важных вопросов.
Тревога нарастала. Напряжение усилилось, когда узнали о закрытии школы-интерната на карантин в связи с эпидемией ветряной оспы. После этого было решено выступить двумя отрядами: один — отправится на культбазу и заберёт детей из школы, второй — в село Полноват, для увеличения численности восставших. Вывоз детей из школы произошёл 28 декабря 1931 года, на два дня раньше, чем начались каникулы. В 10 часов утра на культбазе почти одновременно появилось больше сотни оленьих упряжек. В течение 10 минут всех детей увезли. Тогда в школе училось 48 детей-хантов, из них осталось только 5 учеников. Вторая группа до Полновата не дошла. Их встретили работники районного (возможно, окружного) центра и уговорили вернуться на культбазу, чтобы решить все проблемы. В это время собравшиеся под Полноватом группы общей численностью 310 человек, узнав, что «казымцы» вернулись, разошлись по своим юртам.
10 января 1932 года состоялось собрание. На нём были представители властей. С собрания удалили Ерныхова И. А. и других активных участников конфликта. Выслушали жалобы местного населения, переизбрали туземный совет, что привело к ослаблению мятежа. 1932 год прошёл в ожидании перемен. «Вербовка» детей в школу-интернат к сентябрю 1932 года прошла неудачно: 11 детей обещано привезти на занятия. Чтобы активизировать работу культбазы, использовали различные стимулы:
- Председатель Казымского тузсовета Спиридонов П. Е. премирован 50 рублями, двуствольным ружьём и зимним пальто.
- Казымское интегральное товарищество награждено за I квартал 1933 года переходящим Красным Знаменем РИКа за выполнение рыбозаготовок.

В это время в Берёзове решается вопрос об аресте наиболее реакционной части казымского общества, всего 12 человек. Население не знало, что решается вопрос об аресте, и в марте 1933 года проводит собрание аборигенов в юртах Каксина Максима Петровича, где после гадания решают «уйти в далёкие края тундры». Но всем уйти не удалось. Опергруппа ОГПУ задержала четырёх казымцев. Остальные откочевали далеко на сотни километров от места культбазы. Дальше события восстания переместились в район озера Нумто.

## Второй этап восстания
22 декабря 1932 года Казымский туземный совет принял решение — для выполнения плана рыбозаготовок начать лов рыбы на озере Нумто. Местные ханты ответили отказом. В марте 1933 года к озеру Нумто прибыла бригада из приезжих остяков и русских. Озеро богато рыбой, но транспортные расходы были огромными, к тому же запасы ценной рыбы очень быстро оказались исчерпаны из-за крупномасштабного вылова. Кроме того, для аборигенов озеро было священным. Организуя промысел на озере Нумто, власти проигнорировали религиозные чувства местного населения.

Озеро Нумто находится на границе Ямало-Ненецкого и Ханты-Мансийского автономных округов, на большом водоразделе рек Оби и Пура. Местное население прежде никогда не ловило в озере рыбу, поскольку на Нумто находилось крупное святилище. Согласно хантыйской легенде, посреди озера Нумто, на острове жила Казымская богиня. Нумто было местом поклонения и ненцев, и ханты, многие из которых приходили к священному озеру издалека. По преданиям ненцев озеро имеет облик человека, у которого есть ноги, руки, голова с глазами и сердце. На «острове — сердце» (в переводе с ненецкого «святом озере») совершались культовые обряды.

9 апреля 1933 года на озеро явились 8 ненцев и потребовали прекратить лов рыбы. Они прогоняли рыбаков с озера, грозили поджечь культбазу и требовали освободить четверых хантов, арестованных весной 1933 года. На озеро приехали представители властей: А. Д. Шершнёв, И. Н. Хозяинов, П. Спиридонов, Новицкий. Они были воинственно настроены и допускали явные угрозы. После их отъезда к озеру Нумто собрались в большом количестве ненцы и ханты и провели собрание. Переговоры шли до осени 1933 года. Степень напряжения в среде местного населения проявилась в проведении в течение полугода трёх больших собраний, сопровождавшихся непременным камланием (жертвоприношением). На третьем собрании руководителем всего «казымского мира» был выбран Ефим Семёнович Вандымов. Четыре группы представителей советской власти встречались с аборигенами. Поездка пятой группы оказалась последней. В состав последней группы вошли: Пётр Васильевич Астраханцев — председатель Берёзовского райисполкома, Пётр Маркелович Смирнов — заместитель заведующего Казымской культбазы и Николай Варламович Нестеров — заведующий Казымским интегральным товариществом, Захар Никифорович Посохов — сотрудник Берёзовского райаппарата ОГПУ, ханты по национальности, Полина Петровна Шнейдер — уполномоченная Уральского обкома ВКП(б), Порфирий Сергеевич Мякушко — секретарь ячейки ВКП(б) культбазы. В группу также входили 2 переводчика: Павел Николаевич Лозямов и Никита Павлович Каксин, а также 3 члена Казымского тузсовета: Прокопий Спиридонов, Егор Каксин, Пётр Волдин.
В начале декабря намечается новое собрание. 4 декабря 1933 года, когда началось собрание коренных жителей с «русскими», по условному сигналу бригада переговорщиков, кроме членов туземного совета, была связана и избита. Затем был написан текст требований к советской власти: снизить налог, насильно не собирать детей в школу-интернат, отпустить четверых арестованных. На выполнение требований давали месяц. Письмо отправили с членами тузсовета на культбазу. Избитых и связанных заложников затащили в чум, вновь начался обряд гадания, который на топоре проводил Яков Петрович Молданов. Но и теперь «бог требовал смерти русских». После объезда сопки пятеро были задушены верёвками. Переводчики Каксин и Лозямов были оставлены в заложниках. Все действия, повинуясь вековым традициям, ханты и ненцы совершали, полагаясь на «мнение» бога.

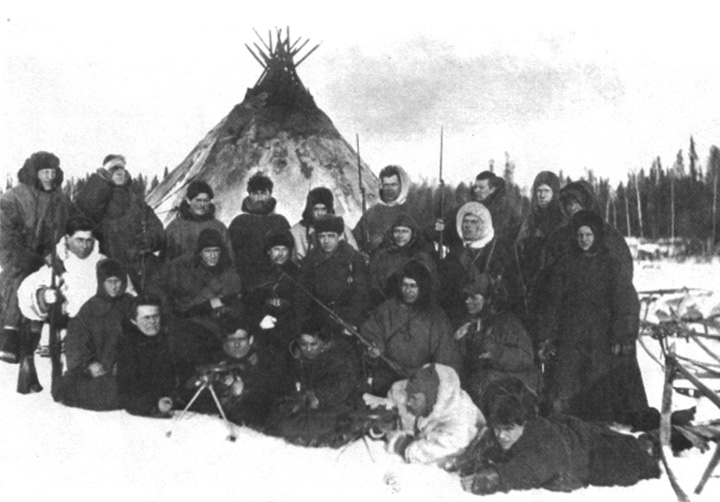
Опергруппа ОГПУ, проводившая карательную операцию. Март 1934 года

Молва о мятежных событиях на Казымской территории разнеслась по всей округе. Местное население поддерживало казымских хантов и ненцев. К разрешению конфликта подключилось областное руководство. Для подавления Казымского мятежа были назначены Чудновский — представитель Уральского обкома и Булатов — представитель Уральского областного ОГПУ. В конце декабря 1933 года на культбазу из Свердловска прибыли отряды (численностью минимум 50 человек) для проведения карательной операции. Причём сам отряд не знал ни направления, ни характера предстоящей командировки. Конспирация была очень строгой, все телеграммы об организации этого отряда были строго секретны и шли через представителей ОГПУ. Поскольку отряд направлялся в тундру, бойцов обмундировали тёплой меховой одеждой: малица, кисы и так далее. Первоначально прибывшие пытались вести переговоры, предлагая отпустить заложников. Переговоры оказались безрезультатными. В феврале 1934 года отряд ОГПУ получает разрешение начать карательную операцию с применением огнестрельного оружия. На подавление восстания из Москвы были отправлены аэропланы, которые позволили провести операцию по задержанию мятежников в короткие сроки. О том, как проходила карательная операция, сведений сохранилось мало. По официальным данным, жертв во время операции было немного: 3 человека со стороны властей и 2 человека со стороны коренного населения. В народной памяти хантов и ненцев жива молва, что при задержании мятежников пострадало 20-30 человек. Опергруппа ОГПУ арестовала 88 туземцев, из которых 34 человека освободили «за отсутствием состава преступления», 3 человека умерли в ходе следствия, а 51 обвиняемый остался. Было заведено дело № 2/49. В итоге 11 человек приговорено к расстрелу, 3 оправданы, остальные получили разные сроки тюремного заключения. Арестованных увозили через село Полноват на оленьих нартах, привязанных спинами друг к другу. Из заключения вернулись не все.

## Полная хронология восстания
Декабрь 1931 г.
Бывшим председателем Полноватского туземного совета И. Ерныховым в устье р. Вош-юган созван сход хантов и ненцев Казымской тундры. Собралось более 40 человек. И. Ерныхов, взяв первое слово на сходе, заявил, что «с тех пор, как на Казыме построили культбазу, туземцам стало жить невозможно, … русские стали туземцев притеснять: отбирать оленей, насильно заставлять заготовлять и сдавать пушнину и рыбу, возить лес, чего раньше не было»; «нас, богатых и почетных людей, … лишили избирательных прав и стали не допускать на собрания»; «детей стали отбирать в школу для того, чтобы лишить возможности отцов промышлять пушнину и зарабатывать себе хлеб». В заключение он призвал собравшихся «добиваться, чтобы убрать культбазу и выжить всех русских из тундры». Заключительной частью схода стал обряд поры, на котором в жертву лунхам (духам) было принесено 15 оленей. Шаманы братья Молдановы совершили камлание и объявили собравшимся: «Бог наше решение одобрил. Русским подчиняться не надо, а кто будет делать то, что велят русские, будет наказан».
28 декабря 1931 г.
150 вооружённых туземцев выступили из Хуллора двумя группами: первая, числом 50 человек, направилась в Амню, забрала с культбазы детей и предъявила требование немедленно закрыть школу. Вторая, насчитывавшая свыше 100 человек, двинулась к Полновату для соединения с отрядами обских и куноватских хантов. В 20 км от Полновата казымский отряд был встречен четырьмя советскими работниками из г. Берёзов. Районные чиновники сумели убедить их отправиться на культбазу и там «разрешить все вопросы».
8 января 1932 г.
Переговоры восставших хантов с советскими властями на Казымской культбазе. Туземцы потребовали немедленного проведения собрания и роспуска прежнего состава нацсовета (его председатель О. Ерныхов был обвинен в потворстве советской власти и невнимании к интересам туземцев). Новым председателем тузсовета был избран П. Спиридонов. Представители Берёзовского РИКа были вынуждены не только поладить с выдвиженцем-подкулачником, но и пойти на ряд других уступок и обещаний, например, отмену твердых заданий по заготовкам промысловой продукции.
12 января 1932 г.
Ханты и ненцы — участники Казымского выступления, разъехались по стойбищам, одержав частичную и временную победу над советскими властями.
Начало 1933 г.
В начале 1933 г. И. Ерныхов и ещё 10 кулаков — участников выступления, опасаясь преследования ОГПУ, бежали с Кызыма. Четырем кулакам скрыться не удалось: П. Тарлин, М. Каксин. И. Молданов и Т. Молданов были арестованы.
23 марта 1933 г.
Свердловск. Доклад Остяко-Вогульского окружкома на секретариате Уральского обкома ВПК(б) о состоянии партийно-массовой работы в округе. События на Казымской культбазе с 28 декабря 1931 г. по 12 января 1932 г. были квалифицированы как «открытое выступление казымских туземцев, организованное местным кулачеством и шаманами против мероприятий, проводимых тузсоветом и культбазой»; «кулачеству и шаманам удалось переизбрать… Казымский нацсовет, где по настоящее время председателем сельсовета работает ставленник кулаков Спиридонов, авторитетный 62-летний подкулачник».
Весна 1933 г.
Весной 1933 года по инициативе культбазы из Казымского интегрального товарищества была организована рыбацкая бригада из хантов и русских и послана на озеро Нум-То на лов рыбы. Работники культбазы не учли, что на озере имеется святой остров ненцев.
Июнь 1933 г.
Берёзов. Получена телеграмма с Казымской культбазы, что ненцы прогоняют бригаду рыбаков с оз. Нум-То, угрожают сжечь культбазу и требуют освобождения четырёх хантыйских кулаков, арестованных ОГПУ в связи с казымскими событиями зимы 1931—1932 годов.
Лето 1933 г.
В середине лета в стойбище И. Тарлина на р. Лямин, шаманы объявили, что «сверху» скоро подойдут пароходы белой армии и красные отступят.
Осень 1933 г.
Осенью в святилище Лунх-Хот, съехалось более 30 казымских хантов. Камлание шаманов Молдановых принесло от лунха весть, что скоро на смену советской власти снова придет власть царская; а пока лунх велит всему народу откочевать в глубинную тундру и объединиться с самоедами. Тут же шаману Андрею Молданову-Хромому «казымский мир» поручил оповестить самоедов о предстоящем всеобщем сходе в верховьях р. Казым.
Ноябрь 1933 г.
Антисоветское выступление 80 семей остяков и самоедов. На сходе у святилища Тор-Хон-юх-пай принято решение «ловить русских и связывать», а затем предложить пленников советским властям в обмен на четырех ранее арестованных кулаков. Следовало также запретить русским ловить рыбу в святом оз. Нум-то и закрыть все лавки, за исключением одной в д. Амня. Весь казымский мир сошелся на том, что русских, разъезжающих по тундре, надо ловить и вязать. А если их приедет слишком много, то «воевать с ними до смерти». Восставшими был избран новый вождь «всего остяцкого и самоедского народа» Е. Вандымов.
3 декабря 1933 г.
На переговоры с восставшими остяками в стойбище шести чумов (в 80 км к юго-востоку от оз. Нум-то) прибыла группа советских работников во главе с председателем Берёзовского райисполкома т. Астраханцевым, включавшая уполномоченного Уралобкома т. Шнейдер, сотрудника Берёзовского ОГПУ т. Посохова, помзав. Казымской культбазы т. Смирнова, зав. Амнинским интегральным товариществом т. Нестерова, а также переводчиков П. Лозямова и Н. Каксина.
4 декабря 1933 г.
Восставшими остяками в стойбище «Шесть чумов» схвачены и избиты советские работники (Астраханцев, Посохов, Смирнов, Нестеров и Шнейдер). В этот же вечер по приказу шамана М. Молданова все они были убиты — задушены веревками. Два остяка-переводчика остались у мятежников в качестве заложников.
18 декабря 1933 г.
Мятежные остяки приняли решение идти на Нум-то, разграбить базу Уралпушнины и сжечь все хозпостройки, дабы впредь воспрепятствовать русским ловить здесь рыбу. Их остановил приезд П. Спиридонова с известием, что на Казымскую культбазу прибыла опергруппа ОГПУ. В лагере шести чумов началось брожение. К тому же иссякли запасы провизии. Мятежники приняли решение разделиться: одна часть возвращалась в свои юрты, другая уходила в отдаленную Надымскую тундру.
Вторая половина декабря 1933 г.
В декабре началось повстанческое движение среди обских остяков. Вокруг Полновата организовывались вооруженные отряды, велась усиленная агитация против советской власти, поддерживалась связь с казымскими мятежниками. Однако после раскола в лагере «Шести чумов» и прибытия из г. Свердловск опергруппы войск ОГПУ, председатель Казымского тузсовета П. Спиридонов отдал приказ всем полноватским туземцам «вернуться по своим урманам».
Февраль 1934 г.
Опергруппой ОГПУ в феврале-марте 1934 года в Казымском и Полноватском тузсоветах было арестовано 88 человек. Короткий бой между туземцами и опергруппой ОГПУ состоялся лишь однажды: остяк Г. Сенгепов с женой затеяли перестрелку с карательным отрядом, в результате чего погибли сами и застрелили трёх бойцов опергруппы (Кибардина, Дуркина и Соловьёва).
13 марта 1934 г.
Постановление бюро Остяко-Вогульского окружкома ВКП(б) «О ликвидации контрреволюционного кулацкого восстания на Казыме».

## Следствие
26 апреля 1934 г.
В тюрьме в ходе следствия умер вдохновитель Казымского восстания И. Ерныхов. Он скончался «от расстройства деятельности сердца и крупозного воспаления лёгких».
10 июня 1934 г.
Обвинительное заключение по делу № 2/49 «О Контрреволюционном выступлении против советской власти туземцев Казымской тундры».
25 июня 1934 г.
Остяко-Вогульск. Выездная сессия Обско-Иртышского областного суда вынесла приговор 49 обвиняемым по делу Казымского антисоветского восстания (ноябрь 1933 — март 1934 годов).

## Реабилитация
29 декабря 1993 года прокуратура Тюменской области рассмотрела дело о Казымском восстании 1933—1934 гг. В реабилитации 49 его участникам было отказано.

## Легенда о пропавших чекистах
В Екатеринбурге до сих пор бытует городская легенда о прибытии в город отряда чекистов с целью поиска легендарной Золотой Бабы. В последнее время эту легенду на интернет-форумах принято связывать с Перевалом Дятлова. В наиболее распространенных вариантах легенды говорится, что все чекисты «сгинули в тайге». Очевидно, что произошла мифологизация той самой карательной группы ОГПУ, выехавшей из Свердловска с целью ликвидации сопротивления казымцев. Реже Казымское восстание прямо упоминается в легенде. Пример контаминации:

Индустриализация нуждалась в средствах, и три тонны золота никак не могли быть лишними. В 1933 году в нижнее Приобье выехала опергруппа чекистов, которые были настроены куда более серьёзно, нежели православные миссионеры до них. Тем жёстче оказалась реакция хантов, хранивших тогда идола в посёлке на берегу реки Казым. Опытные таёжные охотники перестреляли всю опергруппу, лишь та объявилась вблизи посёлка.

На смену убитым вскоре прибыл карательный отряд. Без суда и следствия были расстреляны почти все мужчины. Чекисты провели пристрастные допросы и перевернули посёлок вверх дном, но Золотой Бабы не нашли.

Однако проблему установления степени достоверности этой информации усугубляет наличие встречной легенды у лесных ненцев Приобья. В преданиях, связанных с периодом установления советской власти в Сибири и раскулачивания, упоминаются лесные ненцы из рода Найвахи Пяк Хошемеля и Ылыйкапчу, которые были предводителями восстания ненцев 1935-36 годов. В одном из этих преданий описываются события, имеющие под собой некую реальную историческую основу:

Пришли красноармейцы в тундру, одного из них ненцы убили. Другой, отправившись на его поиски, увидел у костра сидящих ненцев, которые поджаривали на шомполах у костра что-то. Сначала понять не мог, что же это коптится, а затем смекнул. Чтобы он не донёс, ненцы убили его, а молодую женщину, что с ними была, с собой увезли. До сургутского начальства дошло известие о потерявшихся в тундре красноармейцах. Отправили отряд острошапочников. Пяки всех их (30 человек) из луков из-за маскировочных щитов расстреляли, на нарту сбросали, а сами в тундре скрылись. Сын хантыйского богача Кольчу Дюши их скрывал, дал им свежих оленей, а затем и сам откаслал. Многих ненцев после этих событий расстреляли и посадили. Из рода Найвахи только 2-3 мужика осталось.

Связаны ли эти две легенды между собой, и в какой связи они находятся с историей Казымского восстания либо последующих, достоверно не установлено ввиду скудости первоисточников.

## Отражения в культуре
- Первой о Казымском восстании написала журналистка окружной газеты «Новости Югры» Альбина Глухих[1].[источник не указан 892 дня]
- Роман Еремея Айпина «Божья матерь в кровавых снегах». Был переведён на французский язык и издан во Франции. Erémeï Aïpine «La Mère de Dieu dans les neiges du sang» — Traduit du russe (Sibérie) par Anne-Victoire Charrin et Anne Coldefy-Faucard, Editions Paulsen, 328 pages
- По роману Айпина в 2009 году снят историко-приключенческий фильм «Красный лёд. Сага о хантах» (режиссёр Олег Фесенко).
- Полнометражный художественный фильм «Ангелы революции» (2014) российского режиссёра Алексея Федорченко включает в себя сюжетную линию, навеянную казымскими событиями.